# Werner Emmerich

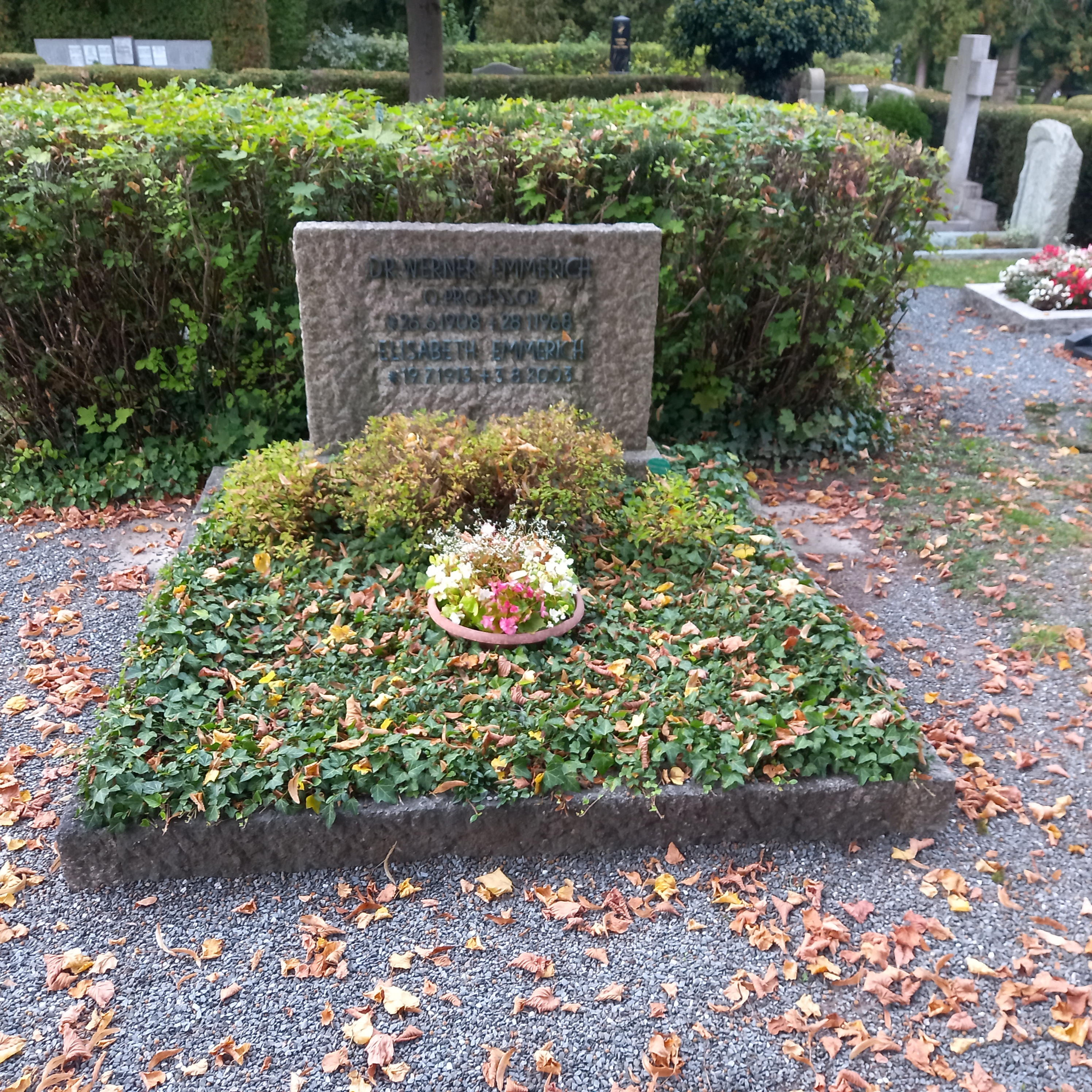
Das Grab von Werner Emmerich und seiner Ehefrau Elisabeth auf dem Stadtfriedhof Bayreuth

Werner Emmerich (* 26. Juni 1908 in Mölkau bei Leipzig; † 28. Januar 1968 in Bayreuth) war ein deutscher Historiker.

## Leben
Werner Emmerich wuchs in Mölkau-Zweinaundorf im Milieu einer bürgerlichen Familie auf, deren nationalkonservative Haltung ihn nachdrücklich beeinflusste. Die Verbindung zu seinem Heimatort erwies sich als richtungsweisend für seine gesamte Forschung, vom Studium bis hin zur Promotion.
Nachdem er die Lehrbefähigung an öffentlichen Volksschulen am Lehrerseminar Leipzig-Connewitz, wo er zuvor auch seine Reifeprüfung abgelegt hatte, erwarb, schrieb er sich im Sommersemester 1928 für die Fächer Geschichte, Germanistik und evangelische Religionslehre an der Universität Leipzig ein. Emmerich war seit Sommer 1928 Korporations-Student der Leipziger Universitäts-Sängerschaft zu St. Pauli (Deutsche Sängerschaft) und engagierte sich studentenpolitisch, war aber nicht zur ersten Reihe der studentischen Aktivisten zu zählen.
Da er erst zum 1. Mai 1933 in die NSDAP (Mitgliedsnummer 2.431.922) und am 15. Juli 1933 in die SA eintrat, wurde ihm lange vorgehalten, dass er bis zuletzt gegen die Machtübernahme der Nationalsozialisten gewesen sei. 1934 wurde er als Geschichtsreferent in den aktiven Dienst der SA übernommen, wurde aber, da er der Dreifachbelastung durch Referendariat, Assistententätigkeit und eigener Forschung nicht standhalten konnte, wiederum von dieser Aufgabe entbunden. In den Folgejahren engagierte er sich im NSLB sowie als Hauptstellenleiter Presse und Propaganda der NSV in Mölkau. 1937 erfolgte außerdem die Eheschließung mit Elisabeth Heldt. Aus der Ehe gingen zwei Kinder hervor.

## Wirken als Historiker bis 1945
Werner Emmerich war bereits 1930 Hilfskraft am Seminar für Landes- und Siedlungsgeschichte der Universität Leipzig. Er wurde, nach Abschluss des Staatsexamens, des Vorbereitungsdienstes für höheres Lehramt und des Referendariats, sowie parallel zur Erstellung seiner Doktorarbeit, 1934 Assistent von Rudolf Kötzschke am selbigen Seminar. Emmerichs Forschungsschwerpunkt war zunächst seine Heimat Mölkau. Er erweiterte sein Interessengebiet aber letztendlich auf den ganzen deutschen Osten, vor allem die mittelalterliche Ostkolonisation und die Siedlungsgeschichte.
In Kötzschkes Seminar hatte man es sich zur Aufgabe gemacht, den Begriff Grenzland Sachsen zu legitimieren. In den entsprechenden Publikationen forderte man eine völlig neue Geschichtsbetrachtung unter völkischen Vorzeichen. Während sich Emmerichs Beiträge hierzu durch einen sehr militärischen Ton, kulturgeschichtlich begründeten Antislawismus und die Darstellung Deutschlands als Kulturbringer und ordnende Macht auszeichnen, sind die Publikationen für seine Literaturliste, wie z. B. „Der deutsche Osten“, welches heute noch als brauchbare Einführung zu lesen ist, vorerst frei von Rückprojektionen aus der NS-Gegenwart.
Nach der Emeritierung Kötzschkes 1935 war Emmerich an der von Kötzschke gegründeten „Nord- und Ostdeutschen Forschungsgemeinschaft“, die sich mit der „Wendenfrage“ befasste, beteiligt und entzweite sich mit dessen Nachfolger Adolf Helbok. Er schied daraufhin aus der Assistentenstelle aus und trat eine Stelle als kommissarischer Dozent für „Deutsche Geschichte, Vorgeschichte und Methodik des Geschichtsunterrichts“ an der Hochschule für Lehrerbildung Bayreuth an. Des Weiteren beteiligte er sich an dem von Kötzschke geleiteten Großprojekt „Kulturräume und Kulturströmungen im mitteldeutschen Osten“. Werner Emmerich habilitierte kurz vor seinem Osteinsatz 1942 an der Universität Graz.

## Emmerichs Rolle im nationalsozialistischen Deutschland
Werner Emmerich war Mitarbeiter im Sicherheitsdienst SD und damit im RSHA. Wie genau Emmerich zum Sicherheitsdienst fand, ist nicht nachvollziehbar. Belegt ist, dass er seit November 1937 als ehrenamtlicher Mitarbeiter im Abschnitt für Kultur und Wissenschaft in Bayreuth eingesetzt wurde. Es ist jedoch davon auszugehen, dass er bereits in seiner Zeit in Sachsen vom SD angesprochen und zum Informant des Sicherheitsdienstes wurde. Er war dem Amt III, „Deutsche Lebensgebiete“ und hier dem Referat „Wissenschaft und Erziehung“ zugeordnet.
1941 erlangte Emmerich die Vollmitgliedschaft im SD und damit auch in der SS (SS-Nummer 423.401), in der er auch über Befehlsgewalt verfügte. Ab November 1944 war er SS-Obersturmführer.
Ab Mai 1942 wurde er nach mehreren Anfragen von seinem Lehrposten in Bayreuth für die restliche Dauer des Krieges beurlaubt, um am Ostdienst des RSHA teilzunehmen, für den er sich 1941 freiwillig gemeldet hatte. Er wurde im Amt III, Einsatzgruppe D „Wirtschaft“, eingesetzt, die bereits bis zur Krim vorgerückt war. Im Juli erreichte Emmerich die Gruppe, die schon bis Ende Januar über 85.000 Juden und Kommunisten bei ihrem Vorstoß ermordet hatte. Die Einsatzgruppe kam im September am Elburs-Gebirge aufgrund des starken Widerstandes der Roten Armee zum Stehen und bezog festes Quartier.
Dann begann die Auslöschung jüdischer Gemeinden. Ob Emmerich an Erschießungen und Vergasungen in den Ostgebieten teilgenommen hat, ist zwar zu vermuten, aber nicht beweisbar.
Ursprünglich zum Studium der kaukasischen Volksgruppen abkommandiert, ergaben sich für Emmerich vor Ort auch weitere Tätigkeiten. So soll er auch an diversen Kunstrauben, der Selektion sowjetischer Intellektueller und der Eröffnung von Schulen und Kindergärten für „eindeutschungsfähige“ Kinder beteiligt gewesen sein.
Nach der endgültigen Niederlage der Einsatzgruppe Ende Mai 1943 wurde Emmerich, da er sich im Einsatz gut bewährt habe, im August zum RSHA beordert und gehörte zum engsten Kreis des Herrschaftsapparats. Ab Februar 1944 führte er das Referat III C des SD-Abschnitts Braunschweig bis zum Kriegsende und arbeitete beim Amt VII „Gegnerforschung“.

## Emmerichs Rolle nach 1945
Werner Emmerich gelang nach 1945 eine relativ bruchlose Fortsetzung seiner akademischen Tätigkeit. 
Nach dem Ende der Herrschaft der Nationalsozialisten wurde Emmerich zunächst von der US-Army verhaftet und in ein Internierungslager in Nürnberg-Langwasser gebracht.
Am 27. Oktober 1947 fand seine Anhörung statt. Er bezeichnete sich in dieser als Regimegegner, behauptete, von den Verbrechen der SS erst nach dem Krieg erfahren zu haben und habe sich dem SD nur angeschlossen, um seine berufliche Karriere zu sichern. Das Gericht glaubte ihm nicht, er wurde in die Schuldkategorie II (Belasteter) eingestuft. Er verlor seine bürgerlichen Rechte und durfte vor allem nicht mehr als Lehrer, Dozent oder in einer sonstigen leitenden Funktion arbeiten.
Erst während der Restauration in der Ära Konrad Adenauer wurde Emmerich auf Kategorie IV (Mitläufer) abgestuft und rehabilitiert.
1951 erhielt Emmerich seinen Beamtenstatus zurück. Nach mehreren Eingaben an das Bayrische Kultusministerium erhielt er erst 1954 eine Stelle am Bayreuther „Deutschen Gymnasium“, 1956 wurde er dort zum Studienrat ernannt. Nach weiteren Beschwerden seinerseits wurde er 1958 Rektor/Gründungsvorstand der „Pädagogischen Hochschule Bayreuth“ und außerordentlicher Professor. 1961 erhob ihn das Ministerium zum ordentlichen Professor. In Bayreuth veröffentlichte er dann wieder zur mittelalterlichen Siedlungsgeschichte und gilt vor allem aufgrund der Flur- und Straßenforschung bis heute als Traditionsträger der Siedlungsgeschichte im Stil von Rudolf Kötzschke.
Am 28. Januar 1968 starb Emmerich im Alter von 59 Jahren unerwartet in Bayreuth. Seine Schuld zur Beihilfe am Massenmord konnte bis zu seinem Tod nicht nachgewiesen werden, woraufhin die Ermittlungen der Staatsanwaltschaft München eingestellt wurden.

## Werke (Auswahl)
- Der deutsche Osten. Die kolonisatorische Leistung des deutschen Volkes im Mittelalter, Leipzig 1935.
- Der ländliche Besitz des Leipziger Rates. Entwicklung, Bewirtschaftung und Verwaltung bis zum 18. Jahrhundert, Haessel-Leipzig 1936. (auch Dissertation)
- Mit Erich Rosenbaum: Mölkau-Zweinaundorf. Eine Heimatgeschichte, Mölkau 1937 (Verlag der Gemeinde). Wurde nach Ende des Zweiten Weltkrieges in der Sowjetischen Besatzungszone auf die Liste der auszusondernden Literatur gesetzt.[3]
- Von Land und Kultur : Beiträge zur Geschichte des mitteldeutschen Ostens. Festschrift zum 70. Geburtstag Rudolf Kötzschkes, Leipzig 1937. (Herausgeber Werner Emmerich)
- Vom Nikolaus zu den Heiligen Drei Königen. Volkskundliches um die Weihnachtszeit (Heimatbeilage zum Amtlichen Schulanzeiger des Regierungsbezirkes Oberfranken Nr. 14), 1964.